# Allorchesia guinnessi
Allorchesia guinnessi is een keversoort uit de familie zwamspartelkevers (Melandryidae). De wetenschappelijke naam van de soort werd in 1912 gepubliceerd door Thomas Broun.